# Šarenik
Šarenik (cyr. Шареник) – wieś w Serbii, w okręgu morawickim, w gminie Ivanjica. W 2011 roku liczyła 467 mieszkańców.